# Cytisus ingramii
Cytisus ingramii là một loài thực vật có hoa trong họ Đậu. Loài này được Blakelock miêu tả khoa học đầu tiên.